# Los Angeles Lakers
Los Angeles Lakers – amerykański klub koszykarski, mający siedzibę w Los Angeles, w stanie Kalifornia. Występują w Dywizji Pacyficznej, Konferencji Zachodniej w National Basketball Association (NBA). Domowe spotkania Lakers rozgrywają w Crypto.com Arena, którą dzielą z lokalnym rywalem z NBA, Los Angeles Clippers, z Los Angeles Kings z ligi NHL i drużyną Los Angeles Sparks występującą w WNBA. Lakers są jedną z najbardziej utytułowanych drużyn w historii NBA. Mają na swoim koncie 17 tytułów mistrzowskich, a ostatnie z nich zdobyli w 2020 roku. W 2012 roku Lakers zostali wybrani przez magazyn Forbes najdroższą drużyną NBA, a ich wartość wyszacowano na 900 milionów dolarów. Rok później magazyn Forbes oszacował ich wartość na miliard dolarów, jednakże kwota ta dała im dopiero drugie miejsce za New York Knicks. W 2018 dziennikarze magazynu Forbes wycenili wartość klubu na 3,3 mld dolarów.
Początki zespołu sięgają 1947 roku, gdy zakupiono rozwiązany klub Detroit Gems. Nowa drużyna miała swoją siedzibę w Minneapolis, w stanie Minnesota, i przyjęła nazwę „Lakers” („Jeziorowcy”), na cześć przydomku stanu, w którym grali – „Kraina 10 000 Jezior”. W Minneapolis Lakers zdobyli pięć tytułów mistrzowskich, mając w swoim składzie centra George’a Mikana, który przez NBA został nazwany jej „pierwszą supergwiazdą”. Wkrótce po zakończeniu kariery przez Mikana, przed sezonem 1960/61 drużyna przeniosła swoją siedzibę do Los Angeles.
Prowadzeni przez członków Koszykarskiej Galerii Sław, Elgina Baylora i Jerry Westa, Los Angeles sześć razy w latach 60. awansowali do finałów NBA, ale za każdym razem przegrywali z Boston Celtics, rozpoczynając długą i legendarną już rywalizację między obydwoma klubami. W 1968 roku Lakers pozyskali czterokrotnego MVP rozgrywek Wilta Chamberlaina, który grał na pozycji centra. Po kolejnych porażkach w finałach 1969 i 1970 roku prowadzeni przez nowego trenera Billa Sharmana Lakers wygrali sześć kolejnych tytułów mistrzowskich. Po zakończeniu kariery przez Westa i Chamberlaina, drużyna sprowadziła innego centra, Kareema Abdula-Jabbara, który wygrał wcześniej kilka tytułów MVP ligi, ale pod koniec lat 70. nie był w stanie awansować ze swoją poprzednią drużyną do finałów NBA. Lata 80. w wykonaniu Lakers zostały okrzyknięte mianem „Showtime’u”, głównie dzięki duetowi Magic Johnson i Abdul-Jabbar, którzy prowadzali w Lakers szybką ofensywną grę i wygrali w przeciągu dziewięciu lat pięć tytułów mistrzowskich, w tym pokonując w 1985 roku po raz pierwszy w finale Celtics. Drużynę prowadził Pat Riley, a oprócz Johnsona i Abdul-Jabbara w zespole czołową rolę odgrywał James Worthy – wszyscy zostali później członkami Koszykarskiej Galerii Sław. Po zakończeniu kariery przez Abdul-Jabbara i Magica zespół przez wiele lat borykał się z problemami, do czasu, gdy w 1996 roku do drużyny trafili Shaquille O’Neal i Kobe Bryant. Prowadzeni przez innego członka Galerii Sław, trenera Phila Jacksona, Lakers wygrali trzy kolejne tytuły mistrzowskie w latach 2000–2002, zdobywając po raz drugi w historii zespołu tzw. „three-peat”. Po porażkach w latach 2004–2008 Lakers wrócili na tron w latach 2009 i 2010, pokonując w finałach kolejno Orlando Magic i, po raz kolejny, Boston Celtics.
Lakers są posiadaczami rekordu w liczbie zwycięstw z rzędu (33), który ustanowili w sezonie 1971/72, co jest również najdłuższą zwycięską passą w historii amerykańskiego zawodowego sportu. Zawodnikami Lakers było szesnastu obecnych członków Galerii Sław, jak również czterech trenerów. Czterech koszykarzy Lakers: Kareem Abdul-Jabbar, Magic Johnson, Shaquille O’Neal i Kobe Bryant zdobywało nagrodę dla najbardziej wartościowego koszykarza NBA, dając wspólnie drużynie osiem takich tytułów.

## Historia

### 1946–1959 – Dominacja Mikana
Zespół powstał w 1946 w Detroit pod nazwą Detroit Gems. Występował przez jeden sezon w lidze NBL (National Basketball League) i osiągnął fatalny bilans 4-40. W 1947 klub został sprzedany, a nowi właściciele przenieśli go do Minneapolis. Tam otrzymał nową nazwę – Lakers od nazwy stanu Minnesota – „Krainy 10 000 jezior”. Jako najgorszy w lidze, klub miał pierwsze miejsce w drafcie 1947 i skorzystał z tego, wybierając centra George’a Mikana. Mikan i nowy trener John Kundla poprowadzili zespół do mistrzostwa już w pierwszym roku po przenosinach. W następnym sezonie drużyna przeniosła się do ligi BAA, gdzie także zdobyła mistrzostwo. Liga BAA rok później przekształciła się w NBA, więc mistrzostwo z 1949 liczy się jako pierwsze w historii Lakers.
W nowej lidze zespół, prowadzony przez Mikana, Verna Mikkelsena i Jima Pollarda, zdobył cztery następne tytuły: w latach 1950 oraz 1952/1954. 22 listopada 1950 mecz Lakers z Fort Wayne Pistons zakończył się najniższym wynikiem w historii ligi: 19 – 18. Nowe przepisy (24-sekundowy czas na rzut, limit 6 fauli) oraz zakończenie kariery przez Mikana ograniczyły dominację Lakers, w sezonie 1956/1957 zespół zajął nawet ostatnie miejsce w lidze. Efektem był jednak pierwsze miejsce w drafcie i znów bardzo trafny wybór skrzydłowego Elgina Baylora. Nowy zawodnik, wraz z Mikkelsenem, ożywił zespół, który znów wystąpił w finałach. Tam przegrał z, wchodzącymi na mistrzowską ścieżkę, Boston Celtics, rozpoczynając wieloletnią rywalizację obu zespołów.

### 1960–1978 – Rywalizacja z Celtics
W 1960, aby uratować finanse, poważnie nadwątlone po odejściu George’a Mikana, drużyna przeniosła się do Los Angeles. Jednocześnie przybył następny wielki gracz – obrońca Jerry West. Lakers wciąż osiągali sukcesy, ale przez całą dekadę nie mogli zdobyć mistrzostwa, powstrzymywani przez niepokonanych Celtów. W 1965 do zespołu dołączył Gail Goodrich, a w 1968 Wilt Chamberlain, który miał powstrzymać Billa Russella. Bez powodzenia – Lakers grali w latach 60. w siedmiu z dziewięciu kolejnych finałów, ale wszystkie przegrali. W finałach 1969 MVP został Jerry West – jedyny raz w historii, kiedy tytuł trafił do rąk zawodnika przegranej drużyny.
W 1971 na emeryturę odszedł filar zespołu Elgin Baylor, a nowym trenerem został Bill Sharman. Pod jego kierownictwem zespół osiągnął historyczny wynik – na przełomie lat 1971–1972 odniósł kolejne 33 zwycięstwa – do dziś najwięcej w historii wszystkich amerykańskich lig zawodowych. Sezon skończył się również rekordowym bilansem 69-13, a rok uwieńczyło upragnione mistrzostwo, pierwsze od 18 lat. Po następnym finale, przegranym z New York Knicks, zespół opuścił następny wielki gracz – Wilt Chamberlain. Dwa lata później znalazł się jego następca – trzykrotny MVP ligi, Kareem Abdul-Jabbar. W nowej drużynie Jabbar zdobędzie następne trzy tytuły najwartościowszego gracza ligi.

### 1979–1996 – Era Magica
W 1979 właścicielem Lakers został Jerry Buss, a do zespołu trafiła następna wielka gwiazda, Magic Johnson. Już w pierwszym roku Magic poprowadził Lakersów do tytułu mistrza NBA, pierwszego, ale nie ostatniego w latach 80., a sam zdobył swój pierwszy tytuł MVP finałów. W 1982 trenerem został niedawny gracz, Pat Riley, który doprowadził zespół do mistrzowskiego tytułu w pierwszym roku swojej pracy. Był to zarazem pierwszy z czterech występów w finałach ligi z rzędu, kolejny tytuł Lakers zdobyli w 1985 Po roku przerwy w występach finałowych Jeziorowcy wrócili w 1987, silniejsi niż kiedykolwiek, zdobywając dwa tytuły z rzędu. Drużynę tę ocenia się jako jeden z najsilniejszych teamów wszech czasów, w składzie którego występowali: Magic Johnson, James Worthy, Kareem Abdul-Jabbar, Michael Cooper, Byron Scott, A.C. Green, Mychal Thompson i Kurt Rambis. Lansowany przez nich „Showtime” do dziś pozostaje wzorem radosnej, ofensywnej i efektownej, a zarazem skutecznej gry dla wielu zespołów NBA. W tym czasie Magic trzykrotnie został wybrany MVP ligi oraz trzykrotnie MVP finałów.
Następny rok, szumnie zapowiadany jako „Three-peat” (skrót od three repeat), przyniósł jednak porażkę w finałach z Detroit Pistons i koniec kariery Abdul-Jabbara. Po następnej klęsce, w play-offach 1990 z Phoenix Suns, Riley zrezygnował z prowadzenia zespołu. Paradoksalnie, otrzymał wtedy swój pierwszy tytuł trenera roku. Nowym centrem został Serb – Vlade Divac, a trenerem Mike Dunleavy. W 1991 Magic Johnson zaszokował świat, oznajmiając o swoim zakażeniu wirusem HIV i przedwczesnym zakończeniu kariery sportowej. Zespół nie mógł podnieść się po odejściu swych frontmanów przez połowę dekady. Nie pomagały nawet desperacki kroki, jak zatrudnienie Magica na stanowisku trenera. Jasne punkty w tym okresie to sezon 1994/1995, kiedy pod wodzą Dela Harrisa zespół dotarł do finału konferencji, przynosząc swemu trenerowi tytuł coacha roku, a menedżerowi Jerry’emu Westowi tytuł menedżera roku.

### 1996–2016 – Shaq & Kobe
Właśnie Jerry West w następnym roku wykonał dwa ruchy, które przywróciły wielkość zespołowi: zatrudnił perspektywicznego centra Shaquille’a O’Neala, oraz wymienił Divaca za 18-letniego rzucającego obrońcę Kobego Bryanta. Jako jedyna drużyna w lidze Lakers nie mieli wtedy gracza powyżej 30 roku życia. Młody zespół, mający w składzie m.in. Roberta Horry’ego, Dereka Fishera i Ricka Foksa, odnosił umiarkowane sukcesy w play-offach. W 1999 do drużyny dołączyli Glen Rice i, na krótko, charyzmatyczny Dennis Rodman, ale decydująca zmiana przyszła rok później, z zatrudnieniem na stanowisku trenera Phila Jacksona. W nowej hali Staples Center Lakers zdominowali ligę w nowym millenium. Zdobyli kolejne trzy tytuły mistrzowskie z rzędu, w latach 2000–2002, a O’Neal trzykrotnie otrzymał tytuł MVP finałów, w 2000 dokładając tytuł MVP ligi i MVP Meczu Gwiazd. Phil Jackson zdobywając dziewiąty tytuł mistrza w ciągu dwunastu lat, dogonił legendarnego Reda Auerbacha. Oprócz wymienionych w mistrzowskiej drużynie prym wiedli Ron Harper i Brian Shaw (koszykarz), a po jednym sezonie zaliczyli weterani: John Salley, A.C. Green, Horace Grant i Mitch Richmond.
Następne lata to schyłek potęgi Lakersów, spowodowany w dużej mierze gwiazdorskimi kaprysami liderów. Mimo pozyskania takich gwiazd jak Karl Malone czy Gary Payton, zespół nie osiągnął niczego ponad mistrzostwo konferencji i przegrany finał w 2004. Po tym sezonie zespół opuścili Phil Jackson i Shaquille O’Neal, a efektem było niezakwalifikowanie się do fazy play-off. Kolejne sezony, mimo powrotu Phila Jacksona, to właściwie tylko indywidualne popisy Kobego Bryanta, które jednak nie dawały niczego zespołowi.
Dopiero sezon 2007/08 przyniósł pozytywne zmiany. Pozyskano młodego centra z Hiszpanii Pau Gasola, a Kobe Bryant stał się prawdziwym liderem zespołu. Swoją grą zasłużył na pierwszy w karierze tytuł MVP NBA, ale drużyna przegrała w finałach ze znakomitymi Boston Celtics. W sezonie 2008/09 Lakers skończyli sezon zasadniczy z bilansem 65-17 i tym samym zajęli pierwsze miejsce w Konferencji Zachodniej. Po zwycięstwie nad Utah Jazz w pierwszej rundzie playoffów 4-1, drużyna z Los Angeles potrzebowała aż siedmiu meczów żeby zwyciężyć z Houston Rockets i sześciu aby pokonać Denver Nuggets w finale Konferencji Zachodniej. W finałach NBA drużyna wygrała w pięciu meczach z Orlando Magic i tym samym zdobyła mistrzostwo NBA piętnasty raz w swojej historii. Kobe Bryant zdobył tytuł MVP finałów. W sezonie 2009/10 Lakers w finałach ponownie zmierzyli się z Celtics – w siedmiomeczowej serii Lakers ostatecznie zwyciężyli 4:3, zdobywając swoje 16. mistrzostwo NBA. Tytuł MVP finałów ponownie zdobył Kobe Bryant. Dla coacha Phila Jacksona były to kolejne, dziesiąty i jedenasty, pierścienie mistrzowskie, co uczyniło go najbardziej utytułowanym trenerem w historii NBA.
W kolejnym sezonie Lakers zakończyli sezon na drugim miejscu w konferencji. W pierwszej rundzie play-offów, Lakers spotkali się z New Orleans Hornets i pokonali ich 4-2. Jednak ich droga po kolejne mistrzostwo została przerwana w kolejnej rundzie przez przyszłych mistrzów, Dallas Mavericks, którzy pokonali ich 4-0. W przerwie międzysezonowej ze stanowiska trenera odszedł Phil Jackson, a na jego miejscu pojawił się młody coach, Mike Brown. W związku z zablokowaną przez komisarza NBA, Davida Sterna wymianą Chrisa Paula do Lakers, z zespołu odszedł też najlepszy rezerwowy poprzedniego sezonu, Lamar Odom.
Lakers, po zakończeniu sezonu na trzecim miejscu, natrafili w pierwszej rundzie na Denver Nuggets. Po czterech meczach, prowadząc 3-1, Lakers przegrali kolejne dwa, wyrównując stan serii 3-3. Zdołali jednak wygrać mecz nr 7 i awansowali do półfinałów Konferencji Zachodniej, gdzie czekali na nich Oklahoma City Thunder. Mimo bardzo dobrej postawy Bryanta, który w tej serii zdobywał średnio 31,2 punktu na mecz, Lakers udało się ostatecznie wygrać tylko jedno spotkanie, odpadając ponownie w drugiej rundzie play-offów.
Po zakończeniu kolejnego nieudanego sezonu nic w obozie Lakers nie wskazywało na poważne zmiany kadrowe. Brak środków potrzebnych do zaangażowania najlepszych wolnych agentów na rynku oraz zawodników, którzy mogliby być atrakcyjni w wymianie z innym zespołem wskazywało na to, że Lakers przystąpią do sezonu 2012/2013 z jedynie kosmetycznymi zmianami w składzie. Wbrew tym oczekiwaniom, już 11 czerwca 2012 roku, Lakers pozyskali na zasadzie sign-and-trade 38-letniego wybitnego rozgrywającego Phoenix Suns, Steve’a Nasha. W zamian do klubu z Arizony powędrowały przyszłe wybory w drafcie należące do Lakers. W dniu 10 sierpnia, w wymianie obejmującej również Denver Nuggets oraz Philadelphia 76ers, do Lakers trafił również gwiazdor Orlando Magic – Dwight Howard. Uzupełnienie składu podpisanymi jako wolni agenci Jodie Meeksem oraz Antawnem Jamisonem sprawiło, że Lakers zostali okrzyknięci głównym, obok broniących tytułu Miami Heat, faworytem do zdobycia mistrzostwa w 2013 roku. Trenerem początkowo był Mike Brown, ale wkrótce zastąpił go Mike D’Antoni. Sezon okazał się jednak dość przeciętny, drużyna zakończyła go bilansem 45-37. Lakers startując z 7. miejsca w play-offach zostali zdecydowanie pokonani przez San Antonio Spurs w pierwszej rundzie. 18 lutego 2013 zmarł w wieku 80 lat właściciel Lakers Jerry Buss.
Przez kolejne 6 sezonów drużyna nie zdołała awansować nawet do fazy play-off. Z Los Angeles do Houston odszedł Dwight Howard, zaś Kobe Bryant przez serię kontuzji rozegrał tylko 6 meczów w sezonie. W kwietniu 2014 po sezonie zakończonym bilansem 27-55 ze stanowiska głównego trenera zrezygnował Mike D’Antoni. W lipcu nowym trenerem został były zawodnik Lakersów, Byron Scott.
Przed kolejnym sezonem z drużyny odeszli Pau Gasol do Chicago i Jodie Meeks do Detroit. W drafcie 2014 roku, Lakers wybrali z siódmym numerem Juliusa Randle’a, który szybko odniósł poważną kontuzję i nie mógł wspomóc drużyny w trakcie sezonu. Po kolejnej pladze kontuzji (w tym Bryanta) i zakończeniu kariery przez Steve’a Nasha, Lakersi zakończyli sezon bijąc niechlubny rekord nieskuteczności: 21-61 i zajmując ostatnie miejsce w swojej dywizji.
W sezonie 2015–2016 do drużyny dołączyli Lou Williams, Larry Nance Jr. i, wybrany w drafcie z nr 2., rozgrywający Ohio State D’Angelo Russell. Zespół opuścił play-offy trzeci rok z rzędu. 13 kwietnia 2016 roku po 20 latach karierę zakończył Kobe Bryant. W swoim ostatnim meczu w karierze zdobył 60 punktów i poprowadził Los Angeles Lakers do zwycięstwa nad Utah Jazz 101:96. Niestety, w przekroju całego sezonu drużyna osiągnęła najgorszy wynik w swojej historii, kończąc sezon z bilansem 17-65 i zajmując ostatnie miejsce w całej konferencji.

### 2016 – dziś

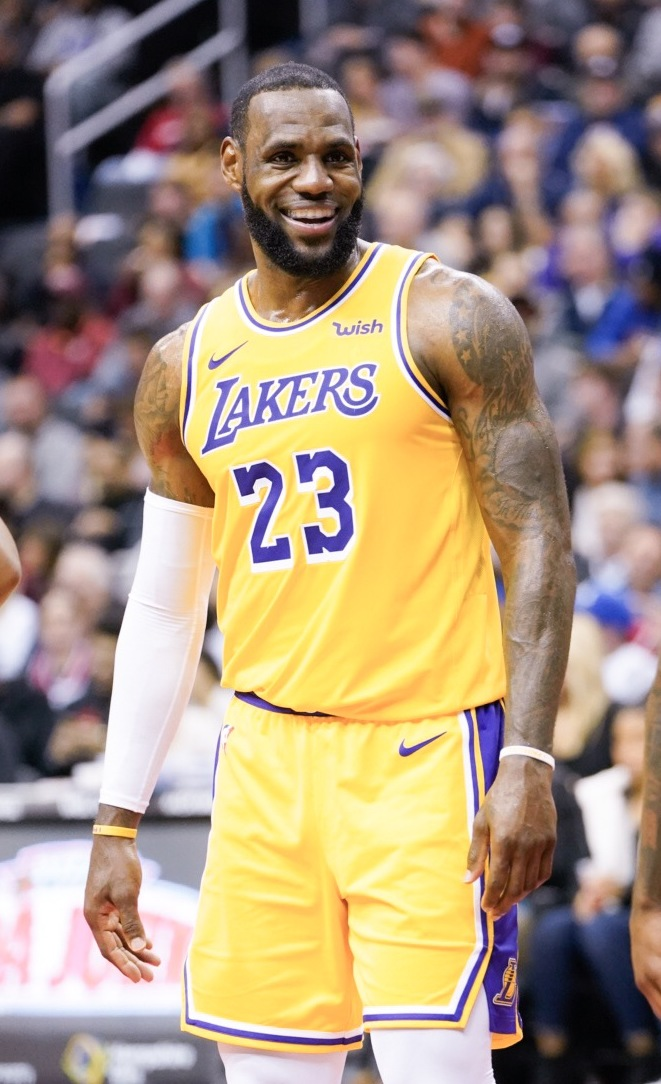
LeBron James

24 kwietnia 2016 władze Lakers rozstały się z trenerem Byronem Scottem po najgorszym w historii klubu sezonie – z 82 meczów wygrali zaledwie 17. Stanowisko pierwszego trenera objął były zawodnik Lakersów, Luke Walton. Zmiany dotknęły także pion zarządzający – z zespołem pożegnali się prezes ds. koszykarskich, Jim Buss i generalny menedżer, Mitch Kupchak. Zastąpili ich legenda drużyny, Magic Johnson i Rob Pelinka. W tym samym sezonie ogłoszono, że głównym właścicielem drużyny została córka byłego właściciela Jerry’ego Bussa, Jeanie Buss. Lakers w drafcie 2016 wybrali z 2. numerem skrzydłowego Duke – Brandona Ingrama oraz z 32. sięgnęli po Chorwata, Ivicę Zubaca. Oprócz dwójki zawodników wybranych w drafcie do zespołu dołączyła dwójka wolnych agentów, Timofiej Mozgow oraz Luol Deng. Zespół rozpoczął sezon od bilansu 10-10, niestety dalsza część sezonu nie wyglądała już tak dobrze – w wyniku urazów z gry wypadali kolejni zawodnicy. 23 lutego 2017 oddano do Houston Rockets Lou Williamsa i Marcelinho Huertas w zamian za Coreya Brewera i Tylera Ennisa oraz wybór w pierwszej rundzie draftu 2017. W trakcie sezonu odsunięto od gry nowe nabytki, Mozgova i Denga, stawiając na młodych zawodników i ostatecznie Lakers skończyli sezon jako trzecia najgorsza drużyna w lidze z bilansem 26-56.
Nowi włodarze klubu latem wysłali D’Angelo Russella i Timofieja Mozgowa do Brooklyn Nets w zamian za Brooka Lopeza i 27. wybór w pierwszej rundzie draftu Kyle’a Kuzmę oraz związali się roczną umową z utalentowanym 24-latkiem, Kentaviousem Caldwellem-Pope. W drafcie Jeziorowcy wybrali Lonzo Balla, Josha Harta oraz Thomasa Bryanta. W przedsezonowych zmaganiach Los Angeles Lakers wygrali turniej Ligi Letniej NBA w Las Vegas, w finale pokonując Portland Trail Blazers 110:98. Statuetkę dla MVP Ligi w Vegas otrzymał Lonzo Ball. Niemniej w sezonie 2017/18 po raz piąty z rzędu Lakers nie zakwalifikowali się do play-off, kończąc z bilansem 35-47.
9 lipca 2018 Lakers podpisali kontrakt z trzykrotnym mistrzem NBA, LeBronem Jamesem w nadziei, że zagrają po raz pierwszy od 2013 w fazie play-off. Do zespołu dołączyli także Rajon Rondo i Tyson Chandler. Do świąt Bożego Narodzenia drużyna legitymowała się z przyzwoitym bilansem 20 wygranych i 14 porażek. W ciągu sezonu doszło do kilku kontuzji, w tym Jamesa, Rajona Rondo, Lonzo Balla, Brandona Ingrama, a Lakers tuż przed przerwą na Weekend Gwiazd, mieli 28 wygranych i 29 porażek. W marcu zostali ostatecznie wyeliminowani z rywalizacji o fazę play-off.
10 kwietnia, po zakończeniu sezonu, Magic Johnson zrezygnował z funkcji prezesa, zaś trzy dni później z drużyną rozstał się trener Luke Walton. W maju 2019 nowym szkoleniowcem został Frank Vogel, a jego asystentem były znakomity rozgrywający, Jason Kidd. 6 lipca Jeziorowcy dokonali wymiany z New Orleans Pelicans, na mocy której do Kalifornii powędrował Anthony Davis w zamian za Lonzo Balla, Brandona Ingrama oraz Josha Harta. Sezon 2019–2020 Lakers zakończyli rekordem 52-19, wchodząc do playoffów po raz pierwszy od 2013 i jako pierwszy rozstawiony zespół po raz pierwszy od 2010 roku. W fazie play-off pokonali kolejno: Portland Trail Blazers, Houston Rockets i Denver Nuggets w finale konferencji – wszystkie pojednynki w pięciu meczach, i awansowali do finałów NBA po raz pierwszy od 2010. W finale pokonali Miami Heat 4-2, zdobywając swoje 17. mistrzostwo w historii, wyrównując rekord Boston Celtics jako najbardziej utytułowanej drużyny wszech czasów. LeBron James został MVP finałów po raz czwarty w swojej karierze.

## Rywalizacje

### Boston Celtics
Rywalizacja pomiędzy Los Angeles Lakers a Boston Celtics obejmuje dwa najbardziej utytułowane zespoły w historii National Basketball Association. Została ona wymieniona w rankingu najlepszych rywalizacji NBA. Obie drużyny spotykały się rekordową liczbę razy (12) w Finałach NBA, poczynając od pierwszego spotkania, które odbyło się w 1959 roku. Lakers z Celtics zdominowali ligę w latach 60. i 80. XX wieku, stając naprzeciw siebie sześć razy w latach 60. i trzy razy w latach 80.
Ich rywalizacja osłabła na początku lat 90., po odejściu na emeryturę Magica Johnsona i Larry’ego Birda, ale w 2008 roku została odbudowana, gdyż Lakers i Celtics spotkali się w finałach NBA, po raz pierwszy od 1987 roku. Celtics wygrali tę serię 4-2, zostając mistrzami NBA. Ich kolejne spotkanie w Finałach NBA miało miejsce w 2010 roku, wtedy jednak Lakers wygrali w siedmiu meczach. Oba zespoły zdobyły największą liczbę mistrzostw, spośród wszystkich drużyn – Lakers 17, Celtics 18 Razem zdobyli 35 tytuły, co daję blisko połowę wszystkich możliwych do zdobycia mistrzostw (74).

### Los Angeles Clippers
Rywalizacja pomiędzy Los Angeles Lakers a Los Angeles Clippers jest wyjątkowa, ponieważ są to dwie jedyne drużyny w NBA, które korzystają z tej samej hali – Staples Center. Jest również jednym z dwóch pojedynków, w którym biorą udział dwie drużyny z tego samego miasta, obok New York Knicks i Brooklyn Nets.
Fani z Los Angeles historycznie kibicowali Lakers. Niektórzy twierdzą ze termin „rywalizacja” jest nieodpowiedni, gdyż Clippers od lat prezentowali niższy poziom, jednakże, po dołączeniu do drużyny Chrisa Paula i Blake’a Griffina, stali się oni pretendentami do playoffs, a ich wspólna rywalizacja przybrała znacznie wyższej skali ważności. Ich pojedynek z 2012, transmitowany przez stację ESPN osiągnął najwyższą oglądalność transmisji w historii obu drużyn w sezonie zasadniczym.

### San Antonio Spurs
San Antonio Spurs i Los Angeles Lakers to dwie drużyny Konferencji Zachodniej, które grały ze sobą od lat 70. Pod koniec lat 90. i na początku XXI wieku ich rywalizacja nabrała rozmachu. Od 1999 roku obie drużyny spotykały się w playoffs pięć razy, wymieniając się w siedmiu kolejnych występach w finałach NBA od 1999 do 2005 roku. Dodatkowo oba zespoły podzieliły pomiędzy siebie wszystkie mistrzostwa NBA od 1999 do 2003 roku. Spurs zdobywali tytuł w 1999, 2003, 2005 i 2007 roku, zaś Lakers w 2000, 2001, 2002, 2009 i 2010. Od 1999 do 2004 roku rywalizacja obu zespołów była uznawana za czołowe pojedynki NBA, i z każdym razem stawali oni naprzeciw siebie w finałach konferencji. Rywalizacja zagasła w latach 2005–2007, gdy Lakers nie awansowali do playoffs w 2005 roku i w dwóch kolejnych latach ulegali w pierwszej rundzie Phoenix Suns. Ich rywalizacja odnowiła się w 2008 roku, gdy mierzyli się ze sobą w Finale Konferencji Zachodniej.

## Kibice

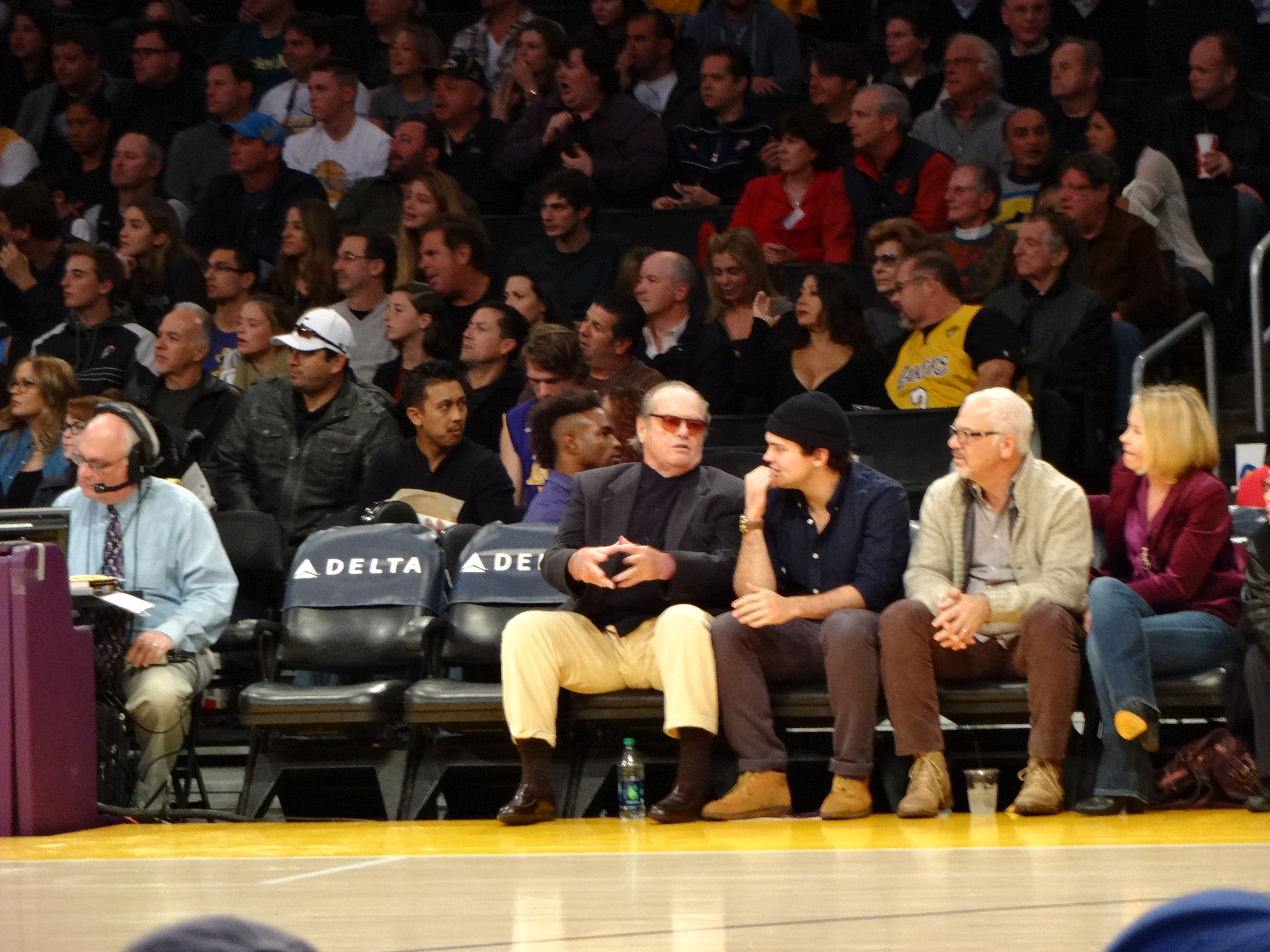
Najsłynniejszy kibic Lakers, aktor Jack Nicholson podczas meczu

Los Angeles Lakers to najpopularniejsza drużyna koszykarska w Stanach Zjednoczonych. Dzięki niedalekiemu położeniu od hali Hollywood, fanami Lakers są liczne gwiazdy, do których zaliczają się przedstawiciele baraży filmowej (Dyan Cannon, Andy García, Denzel Washington, Penny Marshall, Leonardo DiCaprio, Arsenio Hall, Doris Day, Chris Rock, Tobey Maguire, Jessica Alba, Matthew Perry, Michael Clarke Duncan, Cuba Gooding Jr., Harrison Ford, Adam Sandler, Edward Norton, Demi Moore, Charlize Theron, Antonio Banderas, Jim Carrey, Jaden Smith, Will Ferrell, Jonah Hill czy Cameron Diaz), muzycznej (Ice Cube), Kanye West, Anthony Kiedis czy Snoop Dogg, jak i również celebryci (jak siostry Kholé i Kim Kardashian). Do fanów Lakers zaliczają się również sportowcy uprawiający inne dyscypliny: David Beckham czy Robbie Keane. Za najsłynniejszego kibica Lakers uznaje się Jacka Nicholsona, który jest posiadaczem sezonowego karnetu od lat 70. XX wieku.

## Nazwa, logo i stroje
Nazwa

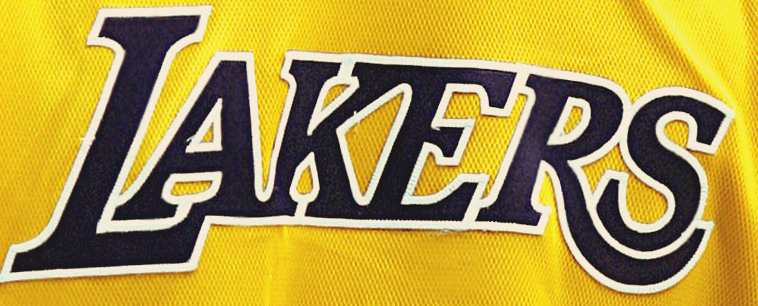
Napis LAKERS (fragment logotypu) w kolorze fioletowym na złotym tle, noszony na koszulce domowej Los Angeles Lakers

Po przeniesieniu zespołu do Minneapolis postanowiono, że klub otrzyma nową nazwę. Max Winter menedżer zespołu i zarazem udziałowiec klubu miał skandynawskie korzenie, więc chciał, aby zespół nazywał się Minneapolis Vikings. Posunął się nawet do tego, że zamówił materiały z zaprojektowanym przez siebie logo Vikings. Nie zdołał jednak przekonać do swojego pomysłu pozostałych udziałowców, więc postanowiono, że to kibice wybiorą nazwę. W lokalnej stacji radiowej KSTP urządzono oficjalny konkurs. Nagrodą był karnet na inauguracyjny sezon albo obligacje oszczędnościowe o wartości 100$. Wśród wielu pomysłów były tak zaskakujące nazwy, jak Aquacagers i Millcitians. Ben Frank właściciel lokalnej firmy zadzwonił i zasugerował Lakers. I wygrał. Nowa nazwa odzwierciedlała stan Minnesota, który znany jest jako „Kraina 10 000 jezior”. Lakers to potoczna nazwa statków, które przewoziły rudę żelaza, wapień i inny ładunek z Minnesoty do portów wokół Wielkich Jezior. Zwycięski wpis został ogłoszony w Minneapolis Times 2 października 1947 roku.
Logo
Pierwsza wersja została stworzona w 1948 roku, kiedy zespół miał siedzibę w Minneapolis i nosił nazwę Minneapolis Lakers. Najstarsze logo Lakersów zawierało białą mapę stanu Minnesota, na tle złotej piłki do koszykówki. Na mapie stanu została umieszczona żółta gwiazda w pobliżu miejsca, gdzie znajduje się Minneapolis. Nad piłką znajdował się napis „MPLS.” z gwiazdą na początku i na końcu.
W 1960 roku, kiedy zespół przeprowadził się z Minneapolis do Los Angeles, pojawiło się zapotrzebowanie na nowe logo. W następnym roku powstało całkowicie nowe godło. Zawierał on słowa „Lakers” i „Los Angeles” napisane czerwoną purpurą na złotej piłce do koszykówki. Po raz pierwszy pojawiły się charakterystyczne smugi na logo.
W sezonie 1976/1977 symbol Lakers został odświeżony. Piłka została obrócona i uzyskała czarny zarys, dzięki czemu projekt był wyraźniejszy. Ponadto odcienie zostały nieznacznie zmodyfikowane. Złoty kolor piłki zbliżył się do żółtego, a purpurowy napis został zastąpiony jasnofioletowym bzem.
W sezonie 2001/2002 ponownie logo zostało odświeżone. Napis „Los Angeles Lakers” został rozciągnięty i zastąpiony ciemny fioletem. W porównaniu z poprzednią wersją kolory są mocniejsze, dzięki czemu emblemat się wyróżnia. Jednak kształt napisu i piłki jest dokładnie taki sam.
Stroje
Kolorami drużyny są purpura, złoto i biel. Purpurowe stroje są używane w meczach wyjazdowych, a złote w meczach u siebie. Drużyna posiada także białe stroje, które zawodnicy przywdziewają podczas spotkań odbywających się w niedzielę i święta. Od sezonu 2013/14 do sezonu 2016/17 Lakers występowali również w czarnych strojach w których grali wybranych meczach tzw. „Hollywódzkich wieczorach” był to hołd dla gwiazd filmów, które od wielu lat wspierają drużynę.

## Zawodnicy

### Kadra w sezonie 2023/24
Stan na 3 marca 2024
| Nr | Poz. | Nar.              | Nazwisko i imię      | Data urodzenia | Wzrost | Masa ciała |
| -- | ---- | ----------------- | -------------------- | -------------- | ------ | ---------- |
| 14 | C    | Stany Zjednoczone | Castleton, Colin     | 2000-05-25     | 208 cm | 113 kg     |
| 10 | G    | Stany Zjednoczone | Christie, Max        | 2003-02-10     | 196 cm | 86 kg      |
| 26 | G    | Stany Zjednoczone | Dinwiddie, Spencer   | 1993-04-06     | 196 cm | 98 kg      |
| 20 | C/F  | Stany Zjednoczone | Giles, Harry         | 1998-04-22     | 211 cm | 109 kg     |
| 28 | F    | Japonia           | Hachimura, Rui       | 1998-02-08     | 203 cm | 104 kg     |
| 11 | C/F  | Stany Zjednoczone | Hayes, Jaxson        | 2000-05-23     | 213 cm | 100 kg     |
| 0  | G    | Stany Zjednoczone | Hood-Schifino, Jalen | 2003-06-19     | 196 cm | 98 kg      |
| 23 | F    | Stany Zjednoczone | James, LeBron        | 1984-12-30     | 206 cm | 113 kg     |
| 21 | F    | Stany Zjednoczone | Lewis, Maxwell       | 2002-07-27     | 201 cm | 88 kg      |
| 4  | G    | Stany Zjednoczone | Mays, Skylar         | 1997-09-05     | 191 cm | 93 kg      |
| 12 | F    | Stany Zjednoczone | Prince, Taurean      | 1994-03-22     | 198 cm | 99 kg      |
| 15 | G    | Stany Zjednoczone | Reaves, Austin       | 1998-05-29     | 196 cm | 89 kg      |
| 5  | G/F  | Stany Zjednoczone | Reddish, Cameron     | 1999-09-01     | 201 cm | 98 kg      |
| 1  | G    | Stany Zjednoczone | Russell, D’Angelo    | 1996-02-23     | 191 cm | 88 kg      |
| 2  | F    | Stany Zjednoczone | Vanderbilt, Jarred   | 1999-04-03     | 203 cm | 97 kg      |
| 7  | G    | Nigeria           | Vincent, Gabe        | 1996-07-14     | 188 cm | 91 kg      |
| 35 | C/F  | Stany Zjednoczone | Wood, Christian      | 1995-09-27     | 203 cm | 97 kg      |

Trener:  Darvin Ham
 Asystenci: DeMarre Carroll • J. D. DuBois • Phil Handy • Chris Jent • Jordan Ott • Zach Peterson • Schuyler Rimmer

### Międzynarodowe prawa
| Draft | Runda | Wybór | Zawodnik        | Poz. | Nar.      | Aktualny zespół          | Adnotacje | Przyp. |
| ----- | ----- | ----- | --------------- | ---- | --------- | ------------------------ | --------- | ------ |
| 2016  | 2     | 57    | Wang Zhelin     | C    |           | Fujian Sturgeons (Chiny) |           | [ 65 ] |
| 2009  | 2     | 59    | Chinemelu Elonu | C    | Nigeria   | Zamalek SC (Egipt)       |           | [ 65 ] |
| 2007  | 2     | 54    | Brad Newley     | SF   | Australia | Sydney Kings (Australia) |           | [ 66 ] |

## Trenerzy
Stan na koniec sezonu 2023/24
| Imię i nazwisko       | od   | do   | Sezon zasadniczy | Sezon zasadniczy | Sezon zasadniczy | Sezon zasadniczy | Play-off | Play-off | Play-off | Play-off | Mistrz | Mistrz | Mistrz |
| Imię i nazwisko       | od   | do   | S                | M                | Z                | P                | S        | M        | Z        | P        | Div    | Conf   | NBA    |
| John Kundla           | 1949 | 1959 | 11               | 725              | 423              | 302              | 10       | 95       | 60       | 35       |        | 6      | 5      |
| George Mikan          | 1958 | 1958 | 1                | 39               | 9                | 30               |          |          |          |          |        |        |        |
| John Castellani       | 1960 | 1960 | 1                | 36               | 11               | 25               |          |          |          |          |        |        |        |
| Jim Pollard           | 1960 | 1960 | 1                | 39               | 14               | 25               | 1        | 9        | 5        | 4        |        |        |        |
| Fred Schaus           | 1961 | 1967 | 7                | 560              | 315              | 245              | 7        | 71       | 33       | 38       |        | 4      |        |
| Butch Van Breda Kolff | 1968 | 1969 | 2                | 164              | 107              | 57               | 2        | 33       | 21       | 12       |        | 2      |        |
| Joe Mullaney          | 1970 | 1971 | 2                | 164              | 94               | 70               | 2        | 30       | 16       | 14       | 1      | 1      |        |
| Bill Sharman          | 1972 | 1976 | 5                | 410              | 246              | 164              | 3        | 37       | 22       | 15       | 3      | 2      | 1      |
| Jerry West            | 1977 | 1979 | 3                | 246              | 145              | 101              | 3        | 22       | 8        | 14       | 1      |        |        |
| Jack McKinney         | 1980 | 1980 | 1                | 14               | 10               | 4                |          |          |          |          |        |        |        |
| Paul Westhead         | 1980 | 1982 | 3                | 161              | 111              | 50               | 2        | 19       | 13       | 6        | 1      | 1      | 1      |
| Pat Riley             | 1982 | 1990 | 9                | 727              | 533              | 194              | 9        | 149      | 102      | 47       | 9      | 7      | 4      |
| Mike Dunleavy         | 1991 | 1992 | 2                | 164              | 101              | 63               | 2        | 23       | 13       | 10       |        | 1      |        |
| Randy Pfund           | 1993 | 1994 | 2                | 146              | 66               | 80               | 1        | 5        | 2        | 3        |        |        |        |
| Bill Bertka           | 1994 | 1999 | 2                | 3                | 2                | 1                |          |          |          |          |        |        |        |
| Magic Johnson         | 1994 | 1994 | 1                | 16               | 5                | 11               |          |          |          |          |        |        |        |
| Del Harris            | 1995 | 1999 | 5                | 340              | 224              | 116              | 4        | 36       | 17       | 19       |        |        |        |
| Kurt Rambis           | 1999 | 1999 | 1                | 37               | 24               | 13               | 1        | 8        | 3        | 5        |        |        |        |
| Rudy Tomjanovich      | 2005 | 2005 | 1                | 43               | 24               | 19               |          |          |          |          |        |        |        |
| Frank Hamblen         | 2005 | 2005 | 1                | 39               | 10               | 29               |          |          |          |          |        |        |        |
| Phil Jackson          | 2000 | 2011 | 11               | 902              | 610              | 292              | 11       | 181      | 118      | 63       | 7      | 7      | 5      |
| Mike Brown            | 2011 | 2012 | 2                | 71               | 42               | 29               | 1        | 12       | 5        | 7        | 1      |        |        |
| Bernie Bickerstaff    | 2012 | 2012 | 1                | 5                | 4                | 1                |          |          |          |          |        |        |        |
| Mike D’Antoni         | 2012 | 2014 | 2                | 154              | 67               | 87               | 1        | 4        | 0        | 4        |        |        |        |
| Byron Scott           | 2014 | 2016 | 2                | 164              | 38               | 126              |          |          |          |          |        |        |        |
| Luke Walton           | 2016 | 2019 | 3                | 246              | 98               | 148              |          |          |          |          |        |        |        |
| Frank Vogel           | 2019 | 2022 | 3                | 225              | 127              | 98               | 2        | 27       | 18       | 9        | 1      | 1      | 1      |
| Darvin Ham            | 2022 | 2024 | 2                | 164              | 90               | 74               | 2        | 21       | 9        | 12       |        |        |        |

## Zastrzeżone numery
| Los Angeles Lakers zastrzeżone numery |                     |         |                      |                      |
| Nr                                    | Imię i nazwisko     | Pozycja | Lata gry             | Data ceremonii       |
| 8                                     | Kobe Bryant         | SG      | 1996–2016            | 18 grudnia 2017      |
| 13                                    | Wilt Chamberlain    | C       | 1968–1973            | 9 listopada 1983     |
| 16                                    | Pau Gasol           | PF      | 2008–2014            | 8 marca 2023         |
| 22                                    | Elgin Baylor        | F       | 1958–1971            | 9 listopada 1983     |
| 24                                    | Kobe Bryant         | SG      | 1996–2016            | 18 grudnia 2017      |
| 25                                    | Gail Goodrich       | PG      | 1965–1968, 1970–1976 | 20 listopada 1996    |
| 32                                    | Magic Johnson       | PG      | 1979–1991, 1996      | 16 lutego 1992       |
| 33                                    | Kareem Abdul-Jabbar | C       | 1975–1989            | 20 marca 1989        |
| 34                                    | Shaquille O’Neal    | C       | 1996–2004            | 2 kwietnia 2013      |
| 42                                    | James Worthy        | SF      | 1982–1994            | 10 grudnia 1995      |
| 44                                    | Jerry West          | SG      | 1960–1974            | 19 listopada 1983    |
| 52                                    | Jamaal Wilkes       | SF      | 1977–1985            | 28 grudnia 2012      |
| 99                                    | George Mikan        | C       | 1948–1954, 1956      | 30 października 2022 |
|                                       | Chick Hearn         | Spiker  | 1961–2002            | 2 grudnia 2002       |

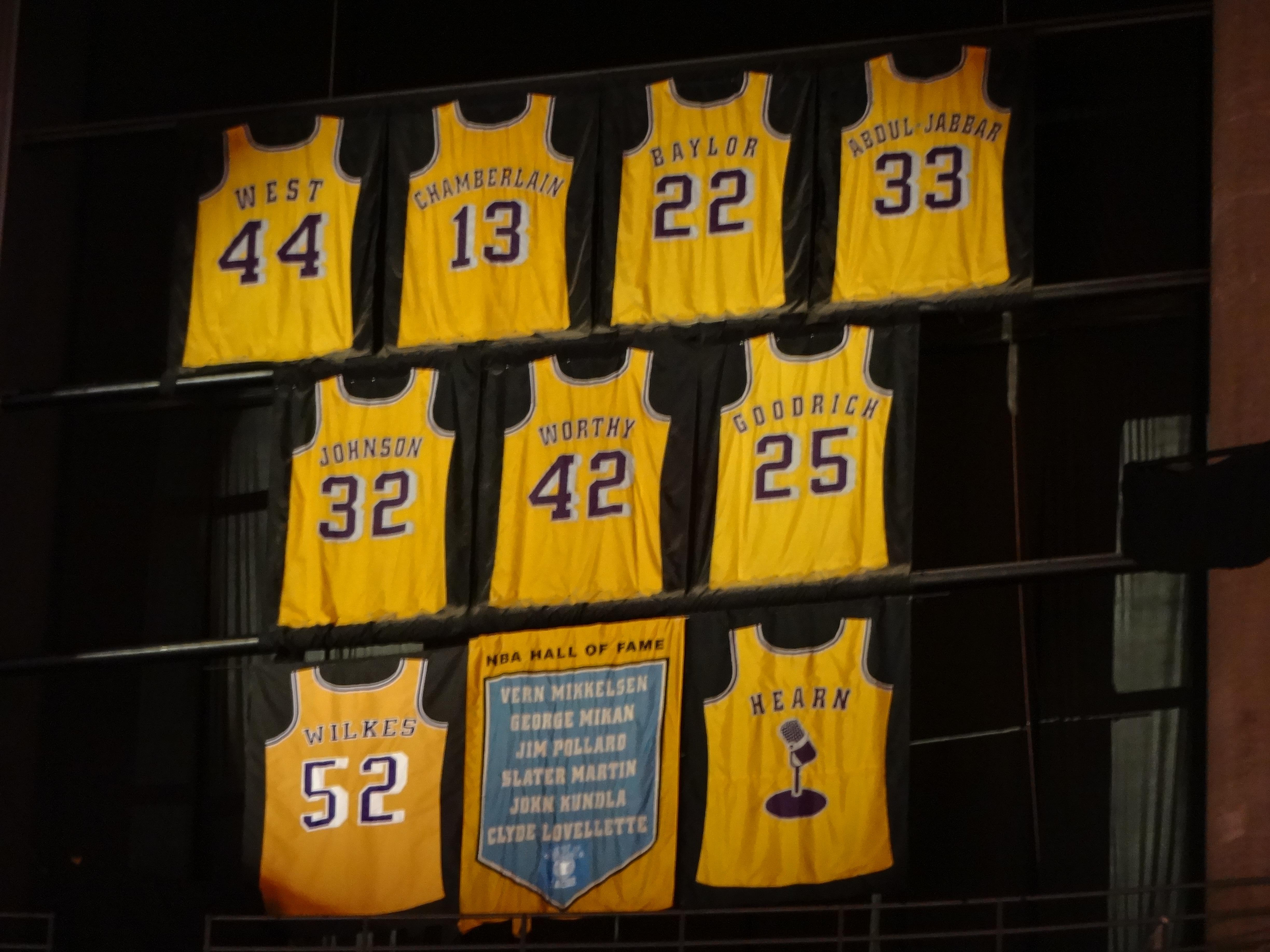
Koszulki zawieszone pod kopułą hali Staples Center.

Ponadto kilku zawodników i trenerów, którzy przyczynili się do sukcesu, podczas gdy drużyna miała swoją siedzibę w Minneapolis została uhonorowana banerem, lecz ich numery nie zostały zastrzeżone. Ceremonia odbyła się w przerwie meczu z Minnesotą 11 kwietnia 2002 roku.
- 17 Jim Pollard, SF, 1948–1955, trener – 1960
- 19 Vern Mikkelsen, PF, 1949–1959
- 22 Slater Martin, PG, 1949–1956
- 34 Clyde Lovellette, PF/C, 1953–1957
- 99 George Mikan, C, 1948–1954; 1955–1956, trener – 1957–1958
- John Kundla, trener – 1948–1957; 1958–1959

### Włączeni do Koszykarskiej Galerii Sław
41 osób związanych z Lakers zostało włączonych do Basketball Hall of Fame (6+23 graczy, 1+8 trenerów).
| Los Angeles Lakers: Galeria Sław |                  |                         |                                         |               |       |                     |                  |                     |               |
| Zawodnicy                        |                  |                         |                                         |               |       |                     |                  |                     |               |
| Numer                            | Imię i nazwisko  | Pozycja                 | Lata gry                                | Rok włączenia | Numer | Imię i nazwisko     | Pozycja          | Lata gry            | Rok włączenia |
| 4                                | Adrian Dantley   | SF                      | 1977–1979                               | 2008          | 8 24  | Kobe Bryant         | SG               | 1996–2016           | 2020          |
| 10                               | Steve Nash       | PG                      | 2012–2015                               | 2018          | 25    | Gail Goodrich       | SG/PG            | 1965–1968 1970–1976 | 1996          |
| 11                               | Bob McAdoo       | PF/C                    | 1981–1985                               | 2000          | 31    | Spencer Haywood     | PF               | 1979–1980           | 2015          |
| 11                               | Karl Malone      | PF                      | 2003–2004                               | 2010          | 31    | Zelmo Beaty         | C                | 1974–1975           | 2016          |
| 11                               | Charlie Scott    | SG                      | 1977–1978                               | 2018          | 32    | Magic Johnson       | PG               | 1979–1991 1996      | 2002          |
| 12                               | Vlade Divac      | C                       | 1989–1996 2004–2005                     | 2019          | 33    | Kareem Abdul-Jabbar | C                | 1975–1989           | 1995          |
| 13                               | Wilt Chamberlain | C                       | 1968–1973                               | 1979          | 34    | Clyde Lovellette    | PF/C             | 1953–1957           | 1988          |
| 16                               | Pau Gasol        | PF/C                    | 2008-2014                               | 2023          | 34    | Shaquille O’Neal    | C                | 1996–2004           | 2016          |
| 17                               | Jim Pollard      | SF                      | 1948–1955                               | 1978          | 42    | Connie Hawkins      | PF/SF            | 1973–1975           | 1992          |
| 19                               | Vern Mikkelsen   | PF                      | 1949–1959                               | 1995          | 42    | James Worthy        | SF/PF            | 1982–1994           | 2003          |
| 20                               | Gary Payton      | PG                      | 2003–2004                               | 2013          | 44    | Jerry West          | SG/PG            | 1960–1974           | 1980          |
| 22                               | Elgin Baylor     | SF                      | 1958–1971                               | 1977          | 52    | Jamaal Wilkes       | SF/PF            | 1977–1985           | 2012          |
| 22                               | Slater Martin    | PG                      | 1949–1956                               | 1982          | 73    | Dennis Rodman       | SF/PF            | 1999                | 2011          |
| 23                               | Mitch Richmond   | SG                      | 2001–2002                               | 2014          | 99    | George Mikan        | C                | 1948–1954 1955–1956 | 1959          |
| 23                               | Lou Hudson       | SG/SF                   | 1977–1979                               | 2022          |       |                     |                  |                     |               |
| Trenerzy                         |                  |                         |                                         |               |       |                     |                  |                     |               |
| –                                | Imię i nazwisko  | Stanowisko              | Lata pracy                              | Rok włączenia | –     | Imię i nazwisko     | Stanowisko       | Lata pracy          | Rok włączenia |
| –                                | John Kundla      | Trener                  | 1948–1957 1958–1959                     | 1995          | –     | Phil Jackson        | Trener           | 1999–2004 2005–2011 | 2007          |
| –                                | Bill Sharman     | Trener                  | 1971–1976                               | 2004          | –     | Tex Winter          | Asystent trenera | 1999–2008           | 2011          |
| –                                | Pat Riley        | Asystent trenera/Trener | 1979–1981 (Asystent) 1981–1990 (Trener) | 2008          | –     | Rudy Tomjanovich    | Trener           | 2004–2005           | 2020          |
| –                                | Del Harris       | Trener                  | 1994–1999                               | 2022          | –     | K.C. Jones          | Asystent trenera | 1971–1972           | 1989          |
| –                                | Jason Kidd       | Asystent trenera        | 2019–2021                               | 2018          | –     |                     |                  |                     |               |
| Pozostali                        |                  |                         |                                         |               |       |                     |                  |                     |               |
| –                                | Imię i nazwisko  | Stanowisko              | Lata pracy                              | Rok włączenia | –     | Imię i nazwisko     | Stanowisko       | Lata pracy          | Rok włączenia |
| –                                | Jerry Buss       | Właściciel              | 1979–2013                               | 2010          |       | Chick Hearn         | Spiker           | 1961–2002           | 2003          |
| –                                | Pete Newell      | Dyrektor generalny      | 1972–1976                               | 1979          |       |                     |                  |                     |               |

### Włączeni do Koszykarskiej Galerii Sław FIBA
| Los Angeles Lakers: Galeria Sław |                  |         |                     |               |
| Zawodnicy                        |                  |         |                     |               |
| Numer                            | Imię i nazwisko  | Pozycja | Lata gry            | Rok włączenia |
| 12                               | Vlade Divac      | C       | 1989–1996 2004–2005 | 2010          |
| 34                               | Shaquille O’Neal | C       | 1996–2004           | 2017          |
| 10                               | Steve Nash       | PG      | 2012–2015           | 2020          |

## Areny

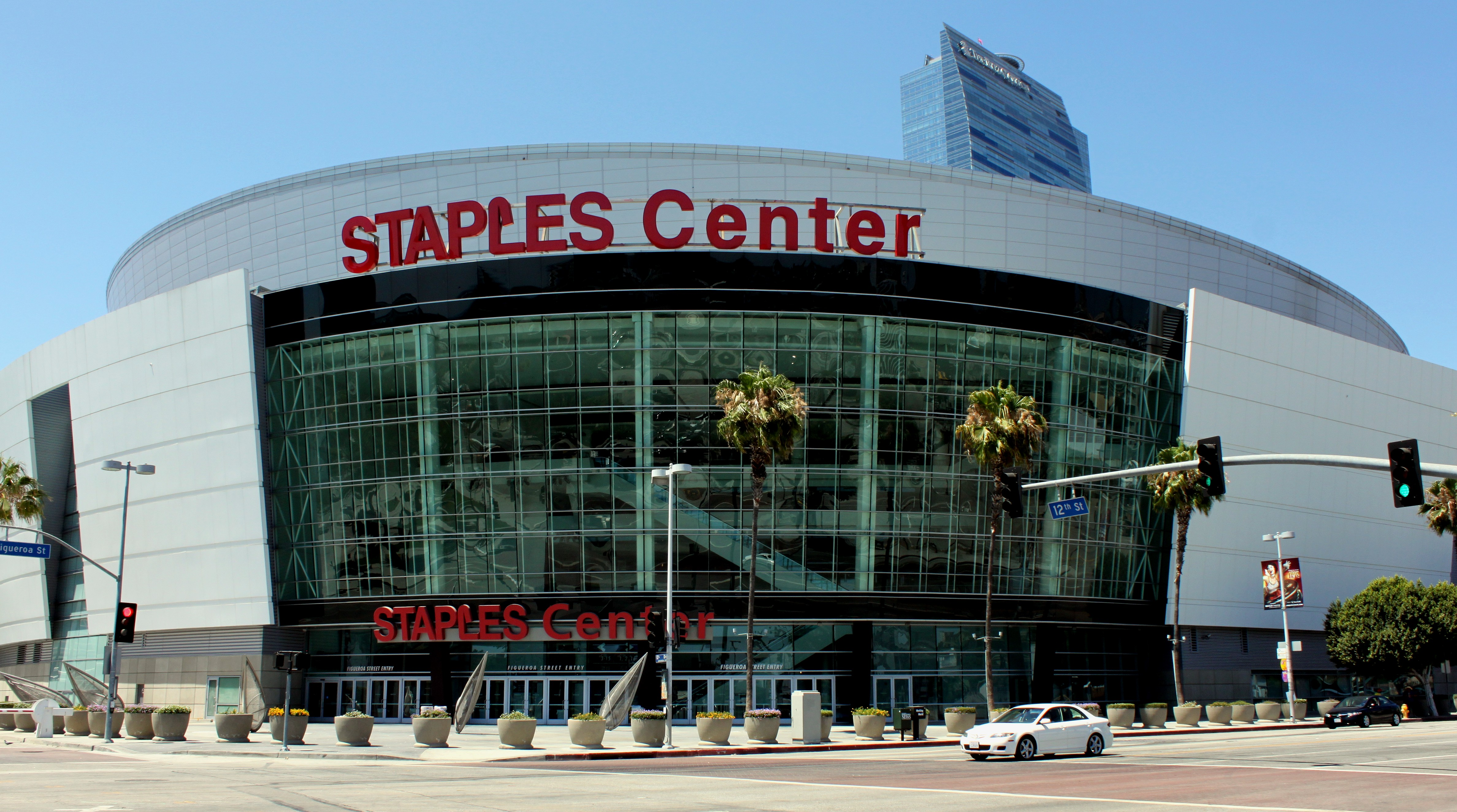
Crypto.com Arena obecna siedziba Lakers (od 1999)
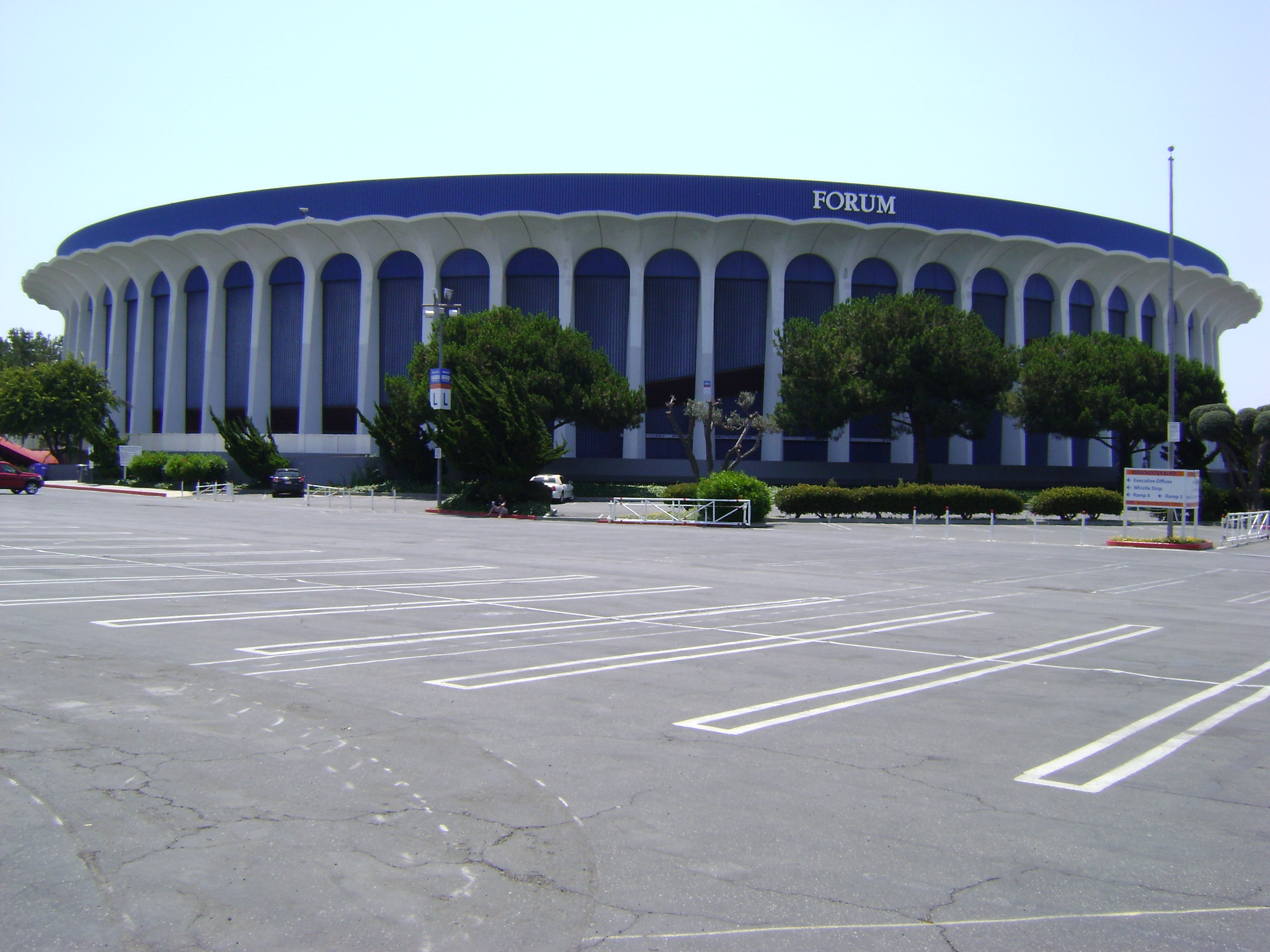
Kia Forum (1967–1999)
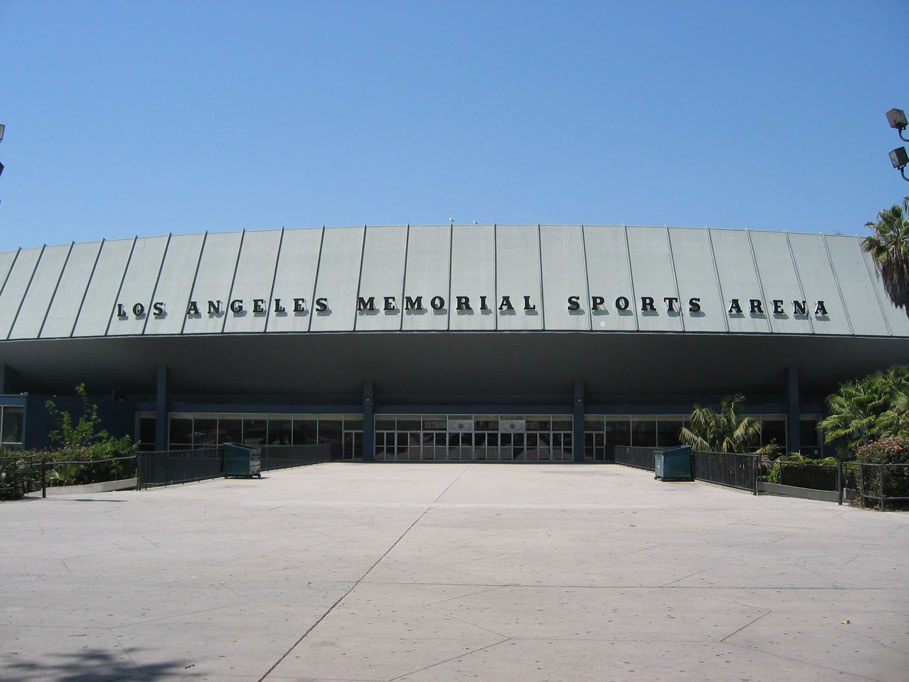
Los Angeles Memorial Sports Arena (1960–1967)
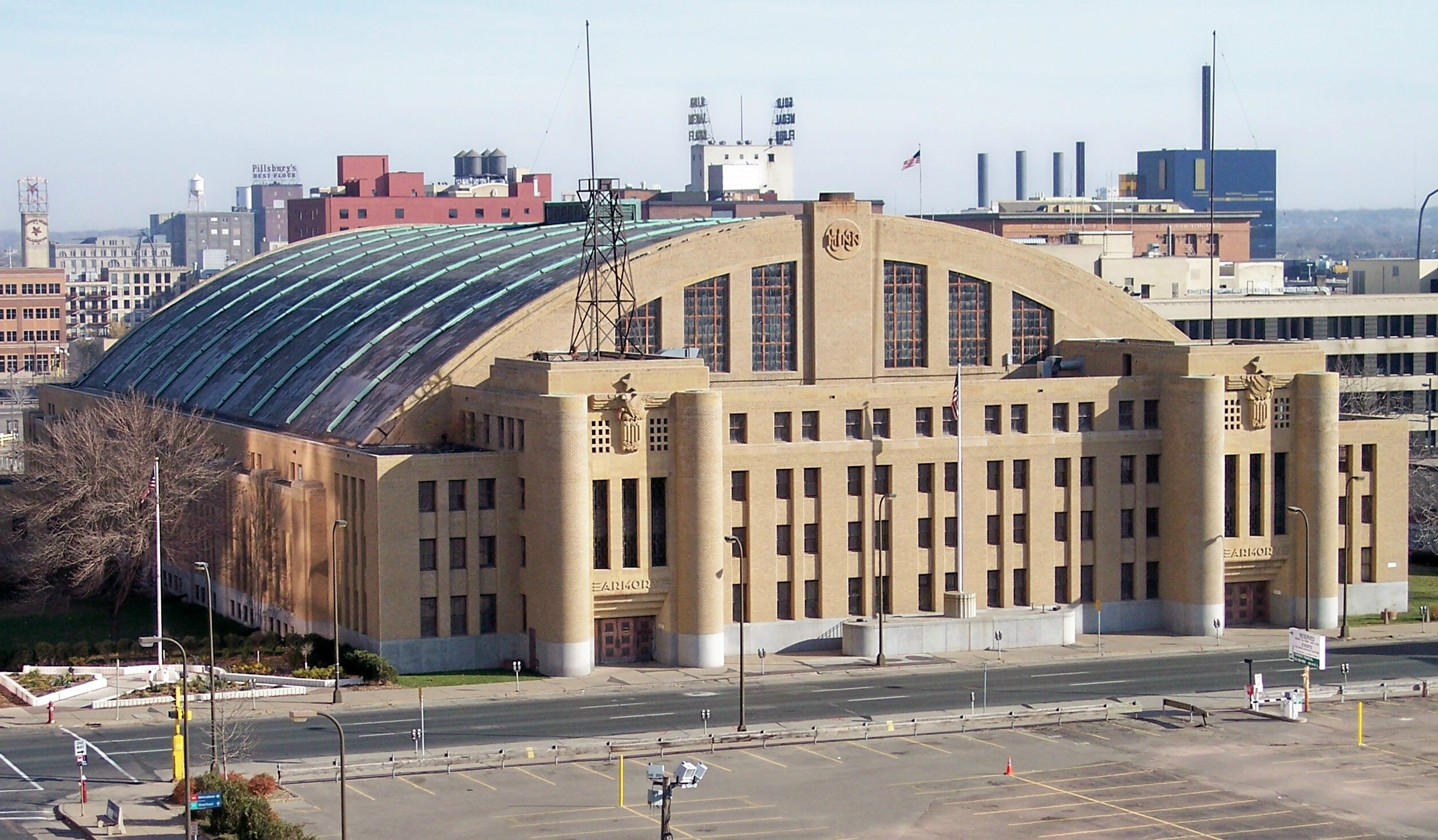
Minneapolis Armory (1959–1960)
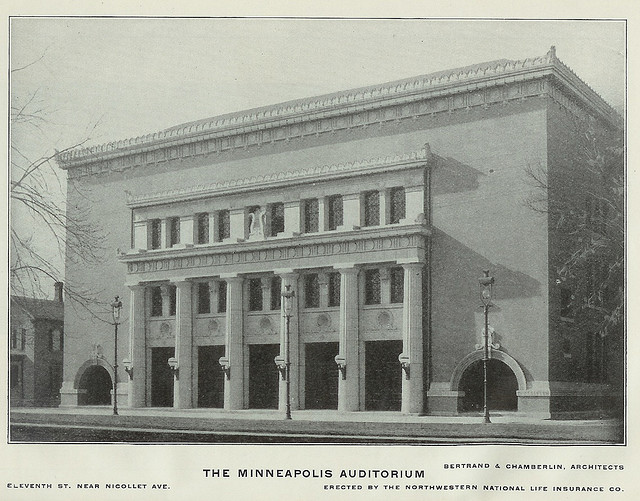
Minneapolis Auditorium (1947–1959)

## Nagrody indywidualne

### Sezon
| Najbardziej wartościowy zawodnik NBA - Kareem Abdul-Jabbar – 1976, 1977, 1980 - Magic Johnson – 1987, 1989, 1990 - Shaquille O’Neal – 2000 - Kobe Bryant – 2008 Najbardziej wartościowy zawodnik finałów NBA - Jerry West – 1969 - Wilt Chamberlain – 1972 - Magic Johnson – 1980, 1982, 1987 - Kareem Abdul-Jabbar – 1985 - James Worthy – 1988 - Shaquille O’Neal – 2000, 2001, 2002 - Kobe Bryant – 2009, 2010 - LeBron James – 2020 Najbardziej wartościowy zawodnik NBA In-Season Tournament - LeBron James – 2023 Obrońca roku - Michael Cooper – 1987 Rezerwowy roku - Lamar Odom – 2011 Debiutant roku - Elgin Baylor – 1959 Trener roku - Bill Sharman – 1972 - Pat Riley – 1990 - Del Harris – 1995 Najlepszy menedżer ligi - Jerry West – 1995 Za działalność charytatywną - Michael Cooper – 1986 - Magic Johnson – 1992 - Ron Artest – 2011 - Pau Gasol – 2012 NBA IBM Award - Magic Johnson – 1984 - Shaquille O’Neal – 2000, 2001 |  | All-NBA First Team - George Mikan – 1949–1954 - Jim Pollard – 1949, 1950 - Elgin Baylor – 1959–1965, 1967–1969 - Jerry West – 1962–1967, 1970–1973 - Gail Goodrich – 1974 - Kareem Abdul-Jabbar – 1976, 1977, 1980, 1981, 1984, 1986 - Magic Johnson – 1983–1991 - Shaquille O’Neal – 1998, 2000–2004 - Kobe Bryant – 2002–2004, 2006–2013 - Anthony Davis – 2020 - LeBron James – 2020 All-NBA Second Team - Vern Mikkelsen – 1951–1953, 1955 - Jim Pollard – 1952, 1954 - Slater Martin – 1955, 1956 - Clyde Lovellette – 1956 - Dick Garmaker – 1957 - Jerry West – 1968, 1969 - Wilt Chamberlain – 1972 - Kareem Abdul-Jabbar – 1978, 1979, 1983, 1985 - Magic Johnson – 1982 - Shaquille O’Neal – 1999 - Kobe Bryant – 2000, 2001 - Pau Gasol – 2011 - Andrew Bynum – 2012 - LeBron James – 2021 All-NBA Third Team - James Worthy – 1990, 1991 - Shaquille O’Neal – 1997 - Kobe Bryant – 1999, 2005 - Pau Gasol – 2009, 2010 - Dwight Howard – 2013 - LeBron James – 2019, 2022, 2023 |  | NBA All-Defensive First Team - Jerry West – 1970–1973 - Wilt Chamberlain – 1979–1981 - Kareem Abdul-Jabbar – 1979–1981 - Michael Cooper – 1982, 1984, 1985, 1987, 1988 - Kobe Bryant – 2000, 2003, 2004, 2006–2011 - Anthony Davis – 2020 NBA All-Defensive Second Team - Jerry West – 1969 - Kareem Abdul-Jabbar – 1976–1978, 1984 - Michael Cooper – 1981, 1983, 1986 - A.C. Green – 1989 - Eddie Jones – 1998 - Shaquille O’Neal – 2000, 2001, 2003 - Kobe Bryant – 2001, 2002, 2012 Pierwsza piątka najlepszych debiutantów - Bill Hewitt – 1969 - Dick Garrett – 1970 - Jim Price – 1973 - Brian Winters – 1975 - Norm Nixon – 1978 - Magic Johnson – 1980 - James Worthy – 1983 - Byron Scott – 1984 - Vlade Divac – 1990 - Eddie Jones – 1995 - Jordan Clarkson – 2015 - Kyle Kuzma – 2018 Druga piątka najlepszych debiutantów - Nick Van Exel – 1994 - Kobe Bryant – 1997 - Travis Knight – 1997 - D’Angelo Russell – 2016 - Brandon Ingram – 2017 - Lonzo Ball – 2018 |

### NBA All-Star Weekend
MVP All-Star Game
- George Mikan – 1953
- Elgin Baylor – 1959
- Jerry West – 1972
- Magic Johnson – 1990, 1992
- Shaquille O’Neal – 2000, 2004
- Kobe Bryant – 2002, 2007, 2009, 2011

MVP Rookie Challenge
- Eddie Jones – 1995

Zwycięzcy konkursu wsadów
- Kobe Bryant – 1997

Zwycięzcy Shooting Stars
- Magic Johnson – 2004
- Derek Fisher – 2004

Powołani do All-Star Game  
- George Mikan – 1951–1954
- Vern Mikkelsen – 1951–1953, 1955–1957
- Jim Pollard – 1951–1952, 1954–1955
- Slater Martin – 1953–1956
- Clyde Lovellette – 1956, 1957
- Dick Garmaker – 1957–1960
- Larry Foust – 1958, 1959
- Elgin Baylor – 1959–1965, 1967–1970
- Hot Rod Hundley – 1960, 1961
- Jerry West – 1961–1974
- Frank Selvy – 1962
- Rudy LaRusso – 1963, 1966
- Darrall Imhoff – 1967
- Archie Clark – 1968
- Wilt Chamberlain – 1969, 1971–1973
- Gail Goodrich – 1972–1975
- Kareem Abdul-Jabbar – 1976–1977, 1979–1989
- Magic Johnson – 1980, 1982–1992
- Jamaal Wilkes – 1981, 1983
- Norm Nixon – 1982
- James Worthy – 1986–1992
- A.C. Green – 1990
- Cedric Ceballos – 1995
- Shaquille O’Neal – 1997, 1998, 2000–2004
- Eddie Jones – 1997, 1998
- Nick Van Exel – 1998
- Kobe Bryant – 1998, 2000–2016
- Pau Gasol – 2009–2011
- Andrew Bynum – 2012
- Dwight Howard – 2013
- LeBron James – 2019–2024
- Anthony Davis – 2020, 2021, 2024

Uczestnicy Rookie Challenge
- Nick Van Exel – 1994
- Eddie Jones – 1995
- Derek Fisher – 1997
- Travis Knight – 1997
- Kobe Bryant – 1997
- Andrew Bynum – 2007
- Jordan Farmar – 2007, 2008
- Jordan Clarkson – 2016
- Brandon Ingram – 2017, 2018
- D’Angelo Russell – 2017
- Lonzo Ball – 2018
- Kyle Kuzma – 2018

## Statystyczni liderzy NBA
Liderzy strzelców
- George Mikan – 1949–1951
- Jerry West – 1970
- Shaquille O’Neal – 2000
- Kobe Bryant – 2006–2007

Liderzy w zbiórkach
- George Mikan – 1953
- Wilt Chamberlain – 1969, 1971–1973
- Kareem Abdul-Jabbar – 1976
- Dwight Howard – 2013

Liderzy w asystach
- Jerry West – 1972
- Magic Johnson – 1983–1984, 1986–1987
- LeBron James – 2020

Liderzy w przechwytach
- Magic Johnson – 1981–1982

Liderzy w blokach
- Elmore Smith – 1971
- Kareem Abdul-Jabbar – 1976, 1979–1980

Liderzy w skuteczności rzutów z gry
- Wilt Chamberlain – 1969, 1972–1973
- Kareem Abdul-Jabbar – 1977
- Shaquille O’Neal – 1998–2002, 2004

Liderzy w skuteczności rzutów wolnych
- Magic Johnson – 1989

Liderzy w skuteczności rzutów za 3 punkty
- Byron Scott – 1985

## Sukcesy
| Tytuł                           | Liczba | Rok |
| ------------------------------- | ------ | --- |
| Mistrz NBA                      | 17     | 1949, 1950, 1952, 1953, 1954, 1972, 1980, 1982, 1985, 1987, 1988, 2000, 2001, 2002, 2009, 2010, 2020 |
| Mistrz Konferencji              | 32     | 1949, 1950, 1952, 1953, 1954, 1959, 1962, 1963, 1965, 1966, 1968, 1969, 1970, 1972, 1973, 1980, 1982, 1983, 1984, 1985, 1987, 1988, 1989, 1991, 2000, 2001, 2002, 2004, 2008, 2009, 2010, 2020 |
| Mistrz dywizji                  | 24     | 1971, 1972, 1973, 1974, 1977, 1980, 1982, 1983, 1984, 1985, 1986, 1987, 1988, 1989, 1990, 2000, 2001, 2004, 2008, 2009, 2010, 2011, 2012, 2020 |
| Występy w play-off              | 63     | 1949, 1950, 1951, 1952, 1953, 1954, 1955, 1956, 1957, 1959, 1960, 1961, 1962, 1963, 1964, 1965, 1966, 1967, 1968, 1969, 1970, 1971, 1972, 1973, 1974, 1977, 1978, 1979, 1980, 1981, 1982, 1983, 1984, 1985, 1986, 1987, 1988, 1989, 1990, 1991, 1992, 1993, 1995, 1996, 1997, 1998, 1999, 2000, 2001, 2002, 2003, 2004, 2006, 2007, 2008, 2009, 2010, 2011, 2012, 2013, 2020, 2021, 2023 |
| Występy w play-in               | 2      | 2021, 2023 |
| Mistrz NBA In-Season Tournament | 1      | 2023 |

## Poszczególne sezony
Na podstawie:. Stan na koniec sezonu 2022/23
| Sezon              | Liga | Konferencja | Poz. w konf. | Dywizja | Poz. w dyw. | Sezon regularny | Sezon regularny | Występy w playoff |
| Sezon              | Liga | Konferencja | Poz. w konf. | Dywizja | Poz. w dyw. | Wyg.            | Por.            | Występy w playoff |
| ------------------ | ---- | ----------- | ------------ | ------- | ----------- | --------------- | --------------- | --- |
| Minneapolis Lakers |      |             |              |         |             |                 |                 | |
| 1948/49            | NBA  | Zachodnia   | 2            | –       | –           | 44              | 16              | Wygrana w pół. Konf. z Chicago Stags (2-0) Wygrana w finale Konf. z Rochester Royals (2-0) Wygrana w finale NBA z Washington Capitols (4-2)                                                        |
| 1949/50            | NBA  | Zachodnia   | 1            | –       | –           | 51              | 17              | Wygrana w pół. Konf. z Chicago Stags (2-0) Wygrana w finale Konf. z Fort Wayne Pistons (2-0) Wygrana w półfinale NBA z Anderson Packers (2-0) Wygrana w finale NBA z Syracuse Nationals (4-2)      |
| 1950/51            | NBA  | Zachodnia   | 1            | –       | –           | 44              | 24              | Wygrana w pół. Konf. z Indianapolis Olympians (2-1) Porażka w finale Konf. z Rochester Royals (1-3)                                                                                                |
| 1951/52            | NBA  | Zachodnia   | 2            | –       | –           | 40              | 26              | Wygrana w pół. Konf. z Indianapolis Olympians (2-0) Wygrana w finale Konf. z Rochester Royals (3-1) Wygrana w finale NBA z New York Knicks (4-3)                                                   |
| 1952/53            | NBA  | Zachodnia   | 1            | –       | –           | 48              | 22              | Wygrana w pół. Konf. z Indianapolis Olympians (2-0) Wygrana w finale Konf. z Fort Wayne Pistons (3-2) Wygrana w finale NBA z New York Knicks (4-1)                                                 |
| 1953/54            | NBA  | Zachodnia   | 1            | –       | –           | 46              | 26              | Wygrana w finale Konf. z Rochester Royals (2-1) Wygrana w finale NBA z Syracuse Nationals (4-3) |
| 1954/55            | NBA  | Zachodnia   | 2            | –       | –           | 40              | 32              | Wygrana w pół. Konf. z Rochester Royals (2-1) Porażka w finale Konf. z Fort Wayne Pistons (1-3) |
| 1955/56            | NBA  | Zachodnia   | 2            | –       | –           | 33              | 39              | Porażka w pół. Konf. z Saint Louis Hawks (1-2) |
| 1956/57            | NBA  | Zachodnia   | 2            | –       | –           | 34              | 48              | Wygrana w pół. Konf. z Fort Wayne Pistons (2-0) Porażka w finale Konf. z Saint Louis Hawks (0-3)                                                                                                   |
| 1957/58            | NBA  | Zachodnia   | 4            | –       | –           | 19              | 53              | |
| 1958/59            | NBA  | Zachodnia   | 2            | –       | –           | 33              | 39              | Wygrana w pół. Konf. z Detroit Pistons (2-1) Wygrana w finale Konf. z Saint Louis Hawks (4-2) Porażka w finale NBA z Boston Celtics (0-4)                                                          |
| 1959/60            | NBA  | Zachodnia   | 3            | –       | –           | 25              | 50              | Wygrana w pół. Konf. z Detroit Pistons (2-0) Porażka w finale Konf. z Saint Louis Hawks (3-4) |
| Los Angeles Lakers |      |             |              |         |             |                 |                 | |
| 1960/61            | NBA  | Zachodnia   | 2            | –       | –           | 36              | 43              | Wygrana w pół. Konf. z Detroit Pistons (3-2) Porażka w finale Konf. z Saint Louis Hawks (3-4) |
| 1961/62            | NBA  | Zachodnia   | 1            | –       | –           | 54              | 26              | Wygrana w finale Konf. z Detroit Pistons (4-2) Porażka w finale NBA z Boston Celtics (3-4) |
| 1962/63            | NBA  | Zachodnia   | 1            | –       | –           | 53              | 27              | Wygrana w finale Konf. z Saint Louis Hawks (4-3) Porażka w finale NBA z Boston Celtics (2-4) |
| 1963/64            | NBA  | Zachodnia   | 3            | –       | –           | 42              | 38              | Porażka w pół. Konf. z Saint Louis Hawks (2-3) |
| 1964/65            | NBA  | Zachodnia   | 1            | –       | –           | 49              | 31              | Wygrana w finale Konf. z Baltimore Bullets (4-2) Porażka w finale NBA z Boston Celtics (1-4) |
| 1965/66            | NBA  | Zachodnia   | 1            | –       | –           | 53              | 27              | Wygrana w finale Konf. z Saint Louis Hawks (4-3) Porażka w finale NBA z Boston Celtics (3-4) |
| 1966/67            | NBA  | Zachodnia   | 3            | –       | –           | 36              | 45              | Porażka w pół. Konf. z San Francisco Warriors (0-3) |
| 1967/68            | NBA  | Zachodnia   | 2            | –       | –           | 52              | 30              | Wygrana w pół. Konf. z Chicago Bulls (4-1) Wygrana w finale Konf. z San Francisco Warriors (4-0) Porażka w finale NBA z Boston Celtics (2-4)                                                       |
| 1968/69            | NBA  | Zachodnia   | 1            | –       | –           | 55              | 27              | Wygrana w pół. Konf. z San Francisco Warriors (4-2) Wygrana w finale Konf. z Atlanta Hawks (4-1) Porażka w finale NBA z Boston Celtics (3-4)                                                       |
| 1969/70            | NBA  | Zachodnia   | 2            | –       | –           | 46              | 36              | Wygrana w pół. Konf. z Phoenix Suns (4-3) Wygrana w finale Konf. z Atlanta Hawks (4-0) Porażka w finale NBA z New York Knicks (3-4)                                                                |
| 1970/71            | NBA  | Zachodnia   | 2            | Pacific | 1           | 48              | 34              | Wygrana w pół. Konf. z Chicago Bulls (4-3) Porażka w finale Konf. z Milwaukee Bucks (1-4) |
| 1971/72            | NBA  | Zachodnia   | 1            | Pacific | 1           | 69              | 13              | Wygrana w pół. Konf. z Chicago Bulls (4-0) Wygrana w finale Konf. z Milwaukee Bucks (4-2) Wygrana w finale NBA z New York Knicks (4-1)                                                             |
| 1972/73            | NBA  | Zachodnia   | 2            | Pacific | 1           | 60              | 22              | Wygrana w pół. Konf. z Chicago Bulls (4-3) Wygrana w finale Konf. z Golden State Warriors (4-1) Porażka w finale NBA z New York Knicks (1-4)                                                       |
| 1973/74            | NBA  | Zachodnia   | 2            | Pacific | 1           | 47              | 35              | Porażka w pół. Konf. z Milwaukee Bucks (1-4) |
| 1974/75            | NBA  | Zachodnia   | 9            | Pacific | 5           | 30              | 52              | |
| 1975/76            | NBA  | Zachodnia   | 6            | Pacific | 4           | 40              | 42              | |
| 1976/77            | NBA  | Zachodnia   | 1            | Pacific | 1           | 53              | 29              | Wygrana w pół. Konf. z Golden State Warriors (4-3) Porażka w finale Konf. z Portland Trail Blazers (0-4)                                                                                           |
| 1977/78            | NBA  | Zachodnia   | 5            | Pacific | 4           | 45              | 37              | Porażka w 1. rundzie z Seattle SuperSonics (1-2) |
| 1978/79            | NBA  | Zachodnia   | 5            | Pacific | 3           | 47              | 35              | Wygrana w 1. rundzie z Denver Nuggets (2-1) Porażka w pół. Konf. z Seattle SuperSonics (1-4) |
| 1979/80            | NBA  | Zachodnia   | 1            | Pacific | 1           | 60              | 22              | Wygrana w pół. Konf. z Phoenix Suns (4-1) Wygrana w finale Konf. z Seattle SuperSonics (4-1) Wygrana w finale NBA z Philadelphia 76ers (4-2)                                                       |
| 1980/81            | NBA  | Zachodnia   | 3            | Pacific | 2           | 54              | 28              | Porażka w 1. rundzie z Houston Rockets (1-2) |
| 1981/82            | NBA  | Zachodnia   | 1            | Pacific | 1           | 57              | 25              | Wygrana w pół. Konf. z Phoenix Suns (4-0) Wygrana w finale Konf. z San Antonio Spurs (4-0) Wygrana w finale NBA z Philadelphia 76ers (4-2)                                                         |
| 1982/83            | NBA  | Zachodnia   | 1            | Pacific | 1           | 58              | 24              | Wygrana w pół. Konf. z Portland Trail Blazers (4-1) Wygrana w finale Konf. z San Antonio Spurs (4-2) Porażka w finale NBA z Philadelphia 76ers (0-4)                                               |
| 1983/84            | NBA  | Zachodnia   | 1            | Pacific | 1           | 54              | 28              | Wygrana w 1. rundzie z Kansas City Kings (3-0) Wygrana w pół. Konf. z Dallas Mavericks (4-1) Wygrana w finale Konf. z Phoenix Suns (4-2) Porażka w finale NBA z Boston Celtics (3-4)               |
| 1984/85            | NBA  | Zachodnia   | 1            | Pacific | 1           | 62              | 20              | Wygrana w 1. rundzie z Phoenix Suns (3-0) Wygrana w pół. Konf. z Portland Trail Blazers (4-1) Wygrana w finale Konf. z Denver Nuggets (4-1) Wygrana w finale NBA z Boston Celtics (4-2)            |
| 1985/86            | NBA  | Zachodnia   | 1            | Pacific | 1           | 62              | 20              | Wygrana w 1. rundzie z San Antonio Spurs (3-0) Wygrana w pół. Konf. z Utah Jazz (4-3) Porażka w finale Konf. z Houston Rockets (1-4)                                                               |
| 1986/87            | NBA  | Zachodnia   | 1            | Pacific | 1           | 65              | 17              | Wygrana w 1. rundzie z Denver Nuggets (3-0) Wygrana w pół. Konf. z Golden State Warriors (4-1) Wygrana w finale Konf. z Seattle SuperSonics (4-0) Wygrana w finale NBA z Boston Celtics (4-2)      |
| 1987/88            | NBA  | Zachodnia   | 1            | Pacific | 1           | 62              | 20              | Wygrana w 1. rundzie z San Antonio Spurs (3-0) Wygrana w pół. Konf. z Utah Jazz (4-3) Wygrana w finale Konf. z Dallas Mavericks (4-3) Wygrana w finale NBA z Detroit Pistons (4-3)                 |
| 1988/89            | NBA  | Zachodnia   | 1            | Pacific | 1           | 57              | 25              | Wygrana w 1. rundzie z Portland Trail Blazers (3-0) Wygrana w pół. Konf. z Seattle SuperSonics (4-0) Wygrana w finale Konf. z Phoenix Suns (4-0) Porażka w finale NBA z Detroit Pistons (0-4)      |
| 1989/90            | NBA  | Zachodnia   | 1            | Pacific | 1           | 63              | 19              | Wygrana w 1. rundzie z Houston Rockets (3-1) Porażka w pół. Konf. z Phoenix Suns (1-4) |
| 1990/91            | NBA  | Zachodnia   | 3            | Pacific | 2           | 58              | 24              | Wygrana w 1. rundzie z Houston Rockets (3-0) Wygrana w pół. Konf. z Golden State Warriors (4-1) Wygrana w finale Konf. z Portland Trail Blazers (4-2) Porażka w finale NBA z Chicago Bulls (1-4)   |
| 1991/92            | NBA  | Zachodnia   | 8            | Pacific | 6           | 43              | 39              | Porażka w 1. rundzie z Portland Trail Blazers (1-3) |
| 1992/93            | NBA  | Zachodnia   | 8            | Pacific | 5           | 39              | 43              | Porażka w 1. rundzie z Phoenix Suns (2-3) |
| 1993/94            | NBA  | Zachodnia   | 9            | Pacific | 5           | 33              | 49              | |
| 1994/95            | NBA  | Zachodnia   | 5            | Pacific | 3           | 48              | 34              | Wygrana w 1. rundzie z Seattle SuperSonics (3-1) Porażka w pół. Konf. z San Antonio Spurs (2-4) |
| 1995/96            | NBA  | Zachodnia   | 4            | Pacific | 2           | 53              | 29              | Porażka w 1. rundzie z Houston Rockets (1-3) |
| 1996/97            | NBA  | Zachodnia   | 4            | Pacific | 2           | 56              | 26              | Wygrana w 1. rundzie z Portland Trail Blazers (3-1) Porażka w pół. Konf. z Utah Jazz (1-4) |
| 1997/98            | NBA  | Zachodnia   | 3            | Pacific | 2           | 61              | 21              | Wygrana w 1. rundzie z Portland Trail Blazers (3-1) Wygrana w pół. Konf. z Seattle SuperSonics (4-1) Porażka w finale Konf. z Utah Jazz (0-4)                                                      |
| 1998/99            | NBA  | Zachodnia   | 4            | Pacific | 2           | 31              | 19              | Wygrana w 1. rundzie z Houston Rockets (3-1) Porażka w pół. Konf. z San Antonio Spurs (0-4) |
| 1999/00            | NBA  | Zachodnia   | 1            | Pacific | 1           | 67              | 15              | Wygrana w 1. rundzie z Sacramento Kings (3-2) Wygrana w pół. Konf. z Phoenix Suns (4-1) Wygrana w finale Konf. z Portland Trail Blazers (4-3) Wygrana w finale NBA z Indiana Pacers (4-2)          |
| 2000/01            | NBA  | Zachodnia   | 2            | Pacific | 1           | 56              | 26              | Wygrana w 1. rundzie z Portland Trail Blazers (3-0) Wygrana w pół. Konf. z Sacramento Kings (4-0) Wygrana w finale Konf. z San Antonio Spurs (4-0) Wygrana w finale NBA z Philadelphia 76ers (4-1) |
| 2001/02            | NBA  | Zachodnia   | 3            | Pacific | 2           | 58              | 24              | Wygrana w 1. rundzie z Portland Trail Blazers (3-0) Wygrana w pół. Konf. z San Antonio Spurs (4-1) Wygrana w finale Konf. z Sacramento Kings (4-3) Wygrana w finale NBA z New Jersey Nets (4-0)    |
| 2002/03            | NBA  | Zachodnia   | 5            | Pacific | 2           | 50              | 32              | Wygrana w 1. rundzie z Minnesota Timberwolves (4-2) Porażka w pół. Konf. z San Antonio Spurs (2-4)                                                                                                 |
| 2003/04            | NBA  | Zachodnia   | 2            | Pacific | 1           | 56              | 26              | Wygrana w 1. rundzie z Houston Rockets (4-1) Wygrana w pół. Konf. z San Antonio Spurs (4-2) Wygrana w finale Konf. z Minnesota Timberwolves (4-2) Porażka w finale NBA z Detroit Pistons (1-4)     |
| 2004/05            | NBA  | Zachodnia   | 11           | Pacific | 4           | 34              | 48              | |
| 2005/06            | NBA  | Zachodnia   | 7            | Pacific | 3           | 45              | 37              | Porażka w 1. rundzie z Phoenix Suns (3-4) |
| 2006/07            | NBA  | Zachodnia   | 7            | Pacific | 2           | 42              | 40              | Porażka w 1. rundzie z Phoenix Suns (1-4) |
| 2007/08            | NBA  | Zachodnia   | 1            | Pacific | 1           | 57              | 25              | Wygrana w 1. rundzie z Denver Nuggets (4-0) Wygrana w pół. Konf. z Utah Jazz (4-2) Wygrana w finale Konf. z San Antonio Spurs (4-1) Porażka w finale NBA z Boston Celtics (2-4)                    |
| 2008/09            | NBA  | Zachodnia   | 1            | Pacific | 1           | 65              | 17              | Wygrana w 1. rundzie z Utah Jazz (4-1) Wygrana w pół. Konf. z Houston Rockets (4-3) Wygrana w finale Konf. z Denver Nuggets (4-2) Wygrana w finale NBA z Orlando Magic (4-1)                       |
| 2009/10            | NBA  | Zachodnia   | 1            | Pacific | 1           | 57              | 25              | Wygrana w 1. rundzie z Oklahoma City Thunder (4-2) Wygrana w pół. Konf. z Utah Jazz (4-0) Wygrana w finale Konf. z Phoenix Suns (4-2) Wygrana w finale NBA z Boston Celtics (4-3)                  |
| 2010/11            | NBA  | Zachodnia   | 2            | Pacific | 1           | 57              | 25              | Wygrana w 1. rundzie z New Orleans Hornets (4-2) Porażka w pół. Konf. z Dallas Mavericks (0-4) |
| 2011/12            | NBA  | Zachodnia   | 3            | Pacific | 1           | 41              | 25              | Wygrana w 1. rundzie z Denver Nuggets (4-3) Porażka w pół. Konf. z Oklahoma City Thunder (1-4) |
| 2012/13            | NBA  | Zachodnia   | 7            | Pacific | 3           | 45              | 37              | Porażka w 1. rundzie z San Antonio Spurs (0-4) |
| 2013/14            | NBA  | Zachodnia   | 14           | Pacific | 5           | 27              | 55              | |
| 2014/15            | NBA  | Zachodnia   | 14           | Pacific | 5           | 21              | 61              | |
| 2015/16            | NBA  | Zachodnia   | 15           | Pacific | 5           | 17              | 65              | |
| 2016/17            | NBA  | Zachodnia   | 15           | Pacific | 4           | 26              | 56              | |
| 2017/18            | NBA  | Zachodnia   | 10           | Pacific | 3           | 35              | 47              | |
| 2018/19            | NBA  | Zachodnia   | 10           | Pacific | 4           | 37              | 45              | |
| 2019/20            | NBA  | Zachodnia   | 1            | Pacific | 1           | 52              | 19              | Wygrana w 1. rundzie z Portland Trail Blazers (4-1) Wygrana w pół. Konf. z Houston Rockets (4-1) Wygrana w finale Konf. z Denver Nuggets (4-1) Wygrana w finale NBA z Miami Heat (4-2)             |
| 2020/21            | NBA  | Zachodnia   | 7 / 7        | Pacific | 3           | 42              | 30              | Porażka w 1. rundzie z Phoenix Suns (2-4) |
| 2021/22            | NBA  | Zachodnia   | 11           | Pacific | 4           | 33              | 49              | |
| 2022/23            | NBA  | Zachodnia   | 7 / 7        | Pacific | 5           | 43              | 39              | Wygrana w 1. rundzie z Memphis Grizzlies (4-2) Wygrana w pół. Konf. z Golden State Warriors (4-2) Porażka w finale Konf. z Denver Nuggets (0-4)                                                    |